# 和多田進
和多田 進（わただ すすむ、1945年10月5日 - 2016年6月22日）は、日本のジャーナリスト、編集者、実業家。晩聲社創立者、週刊金曜日初代編集長・社長。筆名に轍寅次郎（わだち とらじろう）。

## 略歴
1945年、北海道十勝管内幕別町札内に生まれる。中学3年の時、60年安保闘争のデモに参加。北海道帯広柏葉高等学校時代に民青同盟に加入し、1963年、日本共産党入党（党費滞納を理由に30代半ばで除名）。
1968年に法政大学社会学部を卒業し、サイマル出版会、総合雑誌「時代」編集部を経て、1972年徳間書店グループの現代史出版会の設立に参加。1976年にルポルタージュ専門の出版社「晩聲社」を創立する。1988年、編集プロダクション「鐵五郎企画」を創設。
1993年から1994年にかけて『週刊金曜日』編集長兼社長を務める。1994年4月から十勝毎日新聞の編集委員になり「東京日記」「孤影蕭然」などを連載、コラム「耕土興論」を企画した。1997年、人生出版社を設立。1998年、幕別町の町民と作家の交流を目指す幕別町立「まっく・ざ・まっく研究所」初代所長に就任。1999年に晩聲社を譲渡。
2003年、中国情報の月刊誌『CHAI』編集長を務める。北海道の魅力を紹介するホームページ「北海道人」の運営（北海道庁からNPO法人「HEART」に譲渡された）に、2006年から携わる。荒木経惟「日本人ノ顔」プロジェクト代表、日本聞き書き学会理事も務めた。2014年11月に「〈文部省不認可〉湘南国立大学」を立ち上げ、各界から様々な講師を招いて講座を開く。
2016年6月22日、肝細胞がんのため死去、享年70。

## 著書
- 『追跡・帝銀事件』（轍寅次郎名義〈編〉、晩聲社、1981）
- 『編集現場でルポルタージュを考える』（晩聲社、1985）
- 『生きてるうちが花なのよ―編集現場で考える』（晩聲社、1986）
- 『ドキュメント帝銀事件』（筑摩書房、1988）
- 『新版 ドキュメント帝銀事件』（晩聲社、1994）
- 『横撮り-荒木経惟の撮影現場』（バジリコ、2005）
- 『Story A 天才アラーキーの撮影現場』（新風舎、2007）

## 共著
- 『僕が右翼になった理由、私が左翼になったワケ』鈴木邦男（晩聲社、1997）
- 『麻原裁判の法廷から』渡辺脩 （晩聲社、1998）
- 『丁家の人びと』丁如霞（バジリコ、2007）

## 監修
- 『検事聴取書全62回―帝銀事件の研究〈1〉』（晩聲社、1998）

## 参考
- 『横撮り-荒木経惟の撮影現場』
- 日外アソシエーツ現代人物情報
- 『湘南国 滑稽新聞』番外編（核時代71年=2016年=10月5日）